# Kościół Najświętszej Maryi Panny z Góry Karmel w Brzegu Dolnym
Kościół parafialny pw. Najświętszej Maryi Panny z Góry Karmel w Brzegu Dolnym

## Historia
Liczni luteranie z Brzegu Dolnego od 1654 r. aż do połowy XVIII w. nie posiadali własnego kościoła ze względu na zakaz wznoszenia takich budowli w państwie katolickich Habsburgów. Sytuacja zmieniła się, dopiero gdy Dolny Śląsk stał się częścią protestanckiego Królestwa Prus. W 1742 r. król pruski Fryderyk II Wielki wydał na budowę kościoła luterańskiego w Brzegu Dolnym specjalne pozwolenie; interweniował również, aby ten kościół wzniesiono w centrum miasta, a nie poza nim.
Kościół wzniesiono w stylu barokowym śląskich Kościołów Pokoju z muru pruskiego, na planie prostokąta, z niską wieżą i małymi oknami. Inauguracyjne nabożeństwo miało miejsce 17.05.1744 r. Utworzona przy kościele parafia luterańska oprócz miasta obejmowała również miejscowości: Warzyń (obecnie dzielnica Brzegu Dolnego), Głoska, Kobylniki i Księginice.
W 1784 r. kościół znacznie powiększono przez dobudowanie części od wschodu i południa. W 1797 r. wybudowano murowaną wieżę, w latach 1844-1845 gruntownie przebudowano kościół, zastępując mur pruski zwykłym ceglanym.
W pobliżu w 1903 r. dla zgromadzenia diakonis (utworzonego w mieście w 1899 r.) wybudowano neogotycki Dom Diakonis (Rynek 21), gdzie 21 stycznia 1945 r. odbyło się ostatnie nabożeństwo luterańskie w mieście.

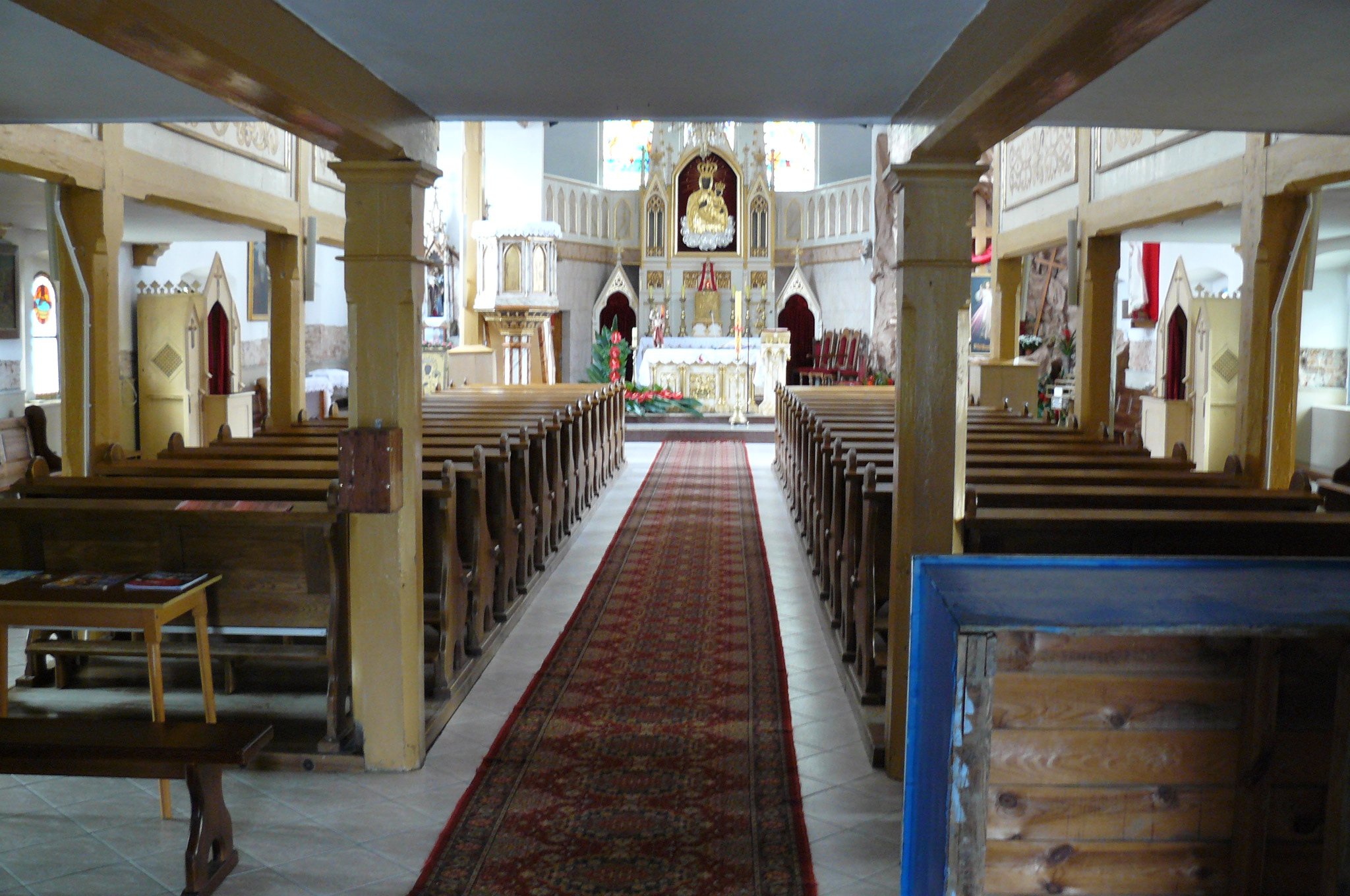
Wnętrze świątyni

Opuszczony kościół w 1945 r. został przekazany katolikom. Pierwszym proboszczem nowo utworzonej katolickiej parafii był w latach 1945-1970 ks. kanonik Jan Puk, który przybył do Brzegu Dolnego wraz z repatriantami ze Śniatyna (obecna Ukraina). Razem ze wspólnotą parafialną przywieziono i umieszczono w ołtarzu głównym kościoła łaskami słynący obraz Matki Bożej Szkaplerznej wraz z licznymi wotami wdzięczności za otrzymane łaski.